# 青柳公也
青柳 公也（あおやぎ きんや、1955年4月4日 - ）は茨城県出身のプロゴルファー。

## 来歴
取手一高時代は野球部に在籍し、後にプロゴルファーになっている同年の須藤聡明がチームメイトで、2年次の1972年春と3年次の1973年夏には甲子園に出場している。
1984年秋に11回目のプロテストに合格し、1989年のアコムダブルスでは、同じ高校出身の須藤に「一緒に出よう」と声をかけられて異色ペアを組み、最終日には大会新の通算33アンダー255で前日8位から首位に立つ。ロジャー・マッカイ&ウェイン・スミスのオーストラリアペアとのプレーオフでは須藤・青柳組が2ホール目でパーをセーブしたのに対し、マッカイ組がパーパットを外して決着がつく。プロ初優勝で賞金1100万円を獲得し、試合後には二人で「最高です」を連発した。青柳は大会前には後援競技でも獲得賞金ゼロの全くの無名で、「この優勝を弾みに須藤に追いつきたい」と語っている。
2003年のアコムインターナショナルを最後にレギュラーツアーから引退し、2015年には群馬県オープン（シニア）で佐野修一・須藤・野口裕樹夫に次ぐ6位に入った。

## 主な優勝
- 1989年 - アコムダブルス